# Cynanchum moramangense
Cynanchum moramangense är en oleanderväxtart som beskrevs av Choux. Cynanchum moramangense ingår i släktet Cynanchum och familjen oleanderväxter. Inga underarter finns listade i Catalogue of Life.